# Angel of Death (utwór)
"Angel of Death" (ang. anioł śmierci) – jeden z najpopularniejszych i najbardziej kontrowersyjnych utworów w historii muzyki heavymetalowej w gatunku thrash metal.
Powstał w 1986 roku zrealizowany na potrzeby trzeciego studyjnego albumu amerykańskiej grupy muzycznej Slayer zatytułowanego Reign in Blood. "Angel of Death" skomponował gitarzysta grupy Jeff Hanneman, on jest również autorem tekstu. 
Kompozycja, a szczególnie jej tekst zainspirowany osobą nazistowskiego lekarza i zbrodniarza wojennego Josefa Mengele wywołała wiele kontrowersji, zespołowi zarzucano m.in. przynależność do środowisk nazistowskich. Sam utwór jednak wedle relacji autora był jednak tylko opisem historii zbrodniarza, wypowiedź potwierdzał choćby fakt, iż producentem płyty był Rick Rubin o żydowskim pochodzeniu, ponadto basista (Tom Araya) i perkusista (Dave Lombardo) grupy są latynosami, co jednoznacznie obaliło domniemane propagowanie nienawiści. Na kolejnym albumie grupy pt. South of Heaven ukazał się utwór "Behind the Crooked Cross" krytykujący ustrój nazistowski oraz mówiący o tym że ofiarami systemu byli także zwykli Niemcy.